# Arte Povera
Arte povera (traducere din italiană: arta săracă) este o mișcare artistică aparută în Italia pe la jumătatea anilor 1960, la Roma și la Torino.
Formată în ambientul așa-numitei arte conceptuale, în conflict cu arta tradițională,  refuză materialele și tehnicile acesteia. Apelează la materiale „sărace”, umile: pământ, lemn, fier, zdrențe, plastic, deșeuri industriale, cu intenția de a evoca structura originară a limbajului societății contemporane, eliberând-o de conformismul semantic.
O altă caracteristică a operelor este utilizarea noilor forme ale artei vizuale: instalația (prin excelență, locul unde se întâlnesc opera de artă si contextul) și performance.
Germano Celant, criticul de artă căruia i se datorează atât numele, cât și teoria acestei mișcări, afirmă că "arte povera" se manifestă în esență "în a reduce în termeni minimi, în sărăcirea semnelor, pentru a le reduce la arhetipuri".
Marea majoritate a artiștilor acestui grup - Giovanni Anselmo, Jannis Kounellis, Mario Merz, Giuseppe Penone, Michelangelo Pistoletto - manifestă un interes explicit pentru materialele utilizate, în schimb alții, mai ales Alighiero Boetti și Giulio Paolini, au de la bun început o atitudine mai apropiată de arta conceptuală.
Arte povera se integrează în panorama cercetării artistice a epocii: semnificative consonanțe nu doar cu arta conceptuală - în această perioadă se afirmă steaua lui Joseph Beuys - dar și cu Pop art, Minimalism și Land Art (Richard Long).

## Reprezentanți aiArte povera
- Giovanni Anselmo
- Jannis Kounellis
- Mario Merz
- Giuseppe Penone
- Michelangelo Pistoletto
- Alighiero Boetti
- Giulio Paolini
- Domenico Bianchi
- Mario Ceroli
- Piero Gilardi
- Sergio Lombardo
- Cesare Tacchi
- Fabio Mauri
- Pino Pascali
- Pier Paolo Calzolari
- Gilberto Zorio
- Luciano Fabro
- Gino Marotta

## Teoria
Obiectivul acestor artiști era depășirea ideii tradiționale conform căreia opera de artă se situeazăla un nivel de realitate sopratemporal si transcendental. Din această cauză este importantă provocarea derivată din opera lui Giovanni Anselmo "Sculptură care mănâncă" (1968, colecția Sonnabend, New York), formată din două bucăți de piatră care strivesc o salată, legumă al cărei destin inevitabil este de a pieri.
Frecventă este folosirea obiectelor vii, ca în Kounellis, care fixă un papagal adevărat pe o pictură pe pânză, ca demonstrație a faptului că natura are la dispoziție mai multe culori decât orice compoziție pictorică.
O altă critică susținută de artiștii mișcării Arte Povera a fost aceea împotriva conceptului de operă de artă unică și irepetibilă: Mimesis, de Paolini, consistă în două copii identice de ghips reprezentând o sculptură de epocă clasică, poziționate una în fața celeilalte cu scopul de a simula o conversație.
În timpul războiului în Vietnam Arte Povera se apropie de mișcările de protest împotriva intervenției SUA: opera "Vietnam" de Pistoletto (1965, colecția Menil, Houston) reprezintă un grup de manifestanți pacifiști, reprezentați prin siluete fixate pe o oglinda, în care se reflectă la rândul lor și vizitatorii. Astfel, fiecare persoană care privește opera devine parte integrantă a acesteia, creându-se o interacțiune între creația artistică și publicul spectator.
Atenția la stilurile de viață ale multor culturi diferite de cea occidentală e prezentă în operele lui Merz: iglu sale,  create cu materiale variate (de exemplu metal, sticle, lemn,...) punctualizează capacitatea de adaptare a unui popor la ambientul său determinant.
Natura este o altă temă tratată de mulți artiști, ca Marotta e Gilardi ("Orto, 1967), o natură revizitată în cheie artificială, ca pentru a reactualiza materia și a o apropia de sentimentul unei schimbări epocale care include omul și percepția sa a lumii. Percepție care devine nesigură în tablourile-oglinzi ale lui Pistoletto, care se deschid în mod literal lumii, absorbind tot ceea ce au dinainte și schimbându-se împreună cu ambientul care le conține. Dimpotrivă, "ecranele" fără imagini cu care Muri reproduce pânza cinematografică și care va influența primele opere ale lui Schifano. Lucrările sale se deschid, uneori, spre realitatea de zi cu zi, populară, ("Casetta Objects Achetés", 1960), sau spre cele mai senzaționale evenimente ale zilei ( La luna, 1968); aceasta îl va conduce spre dezvoltarea unei profunde reflecție asupra artei și a istoriei.
Mulți artiști lucrează pornind de la ideea unei imagini stereotip, ca Ceroli ( Si/No, 1963), care tratează în mod serial siluete luate din istoria artei sau grupuri de chipuri multiplicate sau serializate. Sunt considerate stereotipi și "gesti tipici" de Lombardi ( Gesti tipici-Kennedy e Fanfani, 1963), copiile de imagini ale lui Mambor sau scenele de picturi faimoase revăzute pe stofă colorată ale lui Tacchi ( Quadro per un mito, 1965).